# Napolact
Napolact és la principal marca romanesa que pertany a la companyia holandesa FrieslandCampina i és un dels productors làctics més importants de Romania. Té tres instal·lacions de producció a Cluj (Baciu), Târgu Mureș i Țaga. 

## Història
El 1905, “Atelierul Vlad” (el taller del Vlad) es va certificar a Cluj-Napoca com a empresa que produeix productes lactis, més concretament, mantega i mató. Van créixer de manera constant fins al 1936, quan han ampliat la seva cartera al iogurt, formatge fermentat i fos. La petita fàbrica de productes lactis es va nacionalitzar el 1948 quan el govern pren el control de totes les indústries privades de l'època. Des de llavors es va passar a conèixer amb el nom de "L'empresa industrialitzadora de la llet de Cluj" fins al 1990, quan passa a denominar-se "Napolact".
Poc després, el 1994, Napolact va rebre nombrosos premis i distincions del govern romanès pels seus productes d'alta qualitat. Més tard, Napolact es va convertir en líder del mercat lacti romanès el 1998. El seu èxit prové de la forta relació que han desenvolupat i mantingut amb els seus productors de llet a través d'inversions considerables a les seves explotacions cada any. Seguint una norma senzilla, han reforçat la relació: cada agricultor que tenia almenys set, però no més de deu vaques, rebria una suma de diners que havia de retornar sense interessos amb l'objectiu d'adquirir set vaques més. El 2004, la majoria de les seves accions les va comprar l'empresa Friesland.

## Producció i distribució
Actualment la producció es realitza a la fàbrica de lactis Baciu, a la fàbrica de lactis Târgu Mureș i la distribució consta de dos magatzems a Cluj-Napoca i Bucarest des dels quals es subministren botigues situades a tota Romania. Per a tots els productes Napolact, l'empresa FrieslandCampina utilitza llet crua obtinguda exclusivament dels agricultors d'Ardeal durant tot l'any.

## Modernització
Començant des del 1990, la companyia ha viscut molts processos de modernització. Els més importants s'han implementat després del 2004, quan Napolact ha estat assumida per Friesland i la introducció de les normes europees de fàbrica. Així, les fàbriques de Baciu i Targu Mures han rebut importants millores tant en el seu nivell de qualitat com en la seva capacitat de producció. El 2014, Napolact obre la seva primera botiga amb una cafeteria a Cluj-Napoca.

## Productes
La cartera de productes de Napolact cobreix la majoria dels principals productes lactis i són els següents:
- Llet
- Iogurts
- Llet de mantega
- Mantega
- Crema agra
- Formatge

Alguns dels productes Napolact han estat certificats per: Iogurt Cedra, formatge năsal, formatge Tarnava, formatge Alpina, formatge Alpina fumat, formatge Bobalna, formatge Dej i teledea Huedin. De la mateixa manera, Napolact ha llançat la a l'abril de 2015 que conté llet, iogurt, Sana i Quefir. Aquests productes provenen de 14 granges orgàniques d'Ardeal, protegides de qualsevol font de contaminació. La documentació especial demostra que la llet resultant prové d'animals que han estat criats en circumstàncies totalment naturals. Inclou els aliments que no tenen additius, antibiòtics ni cap altre tipus de productes químics.

## Premis
Des de 1994, Napolact ha rebut diverses distincions i premis atorgats pel govern romanès per la qualitat dels seus productes. El 2003 s'han situat al primer lloc de la categoria “indústria alimentària, grans empreses” i també han rebut un diploma d'eminència a la 10a edició del “Topului National al Firmelor”. El 2013, Napolact ha estat declarada la marca més fiable de la indústria làctia segons l' " realitzat per la revista "Reader's Digest in Romania". Els estudis només feien servir preguntes obertes en què es demanava als consumidors que contractessin marques.

## Cova natural de Ţaga
El formatge năsal el fan a Ţaga, comtat de Cluj, en una cova natural de l'edat mitjana, en condicions microbiològiques úniques al món. La roca de la cova i el Brevibacterium recobreixen els bacteris que s'hi desenvolupen, mentre la temperatura i la humitat constants actuen sobre els formatges que s'hi produeixen.